# Pince-nez

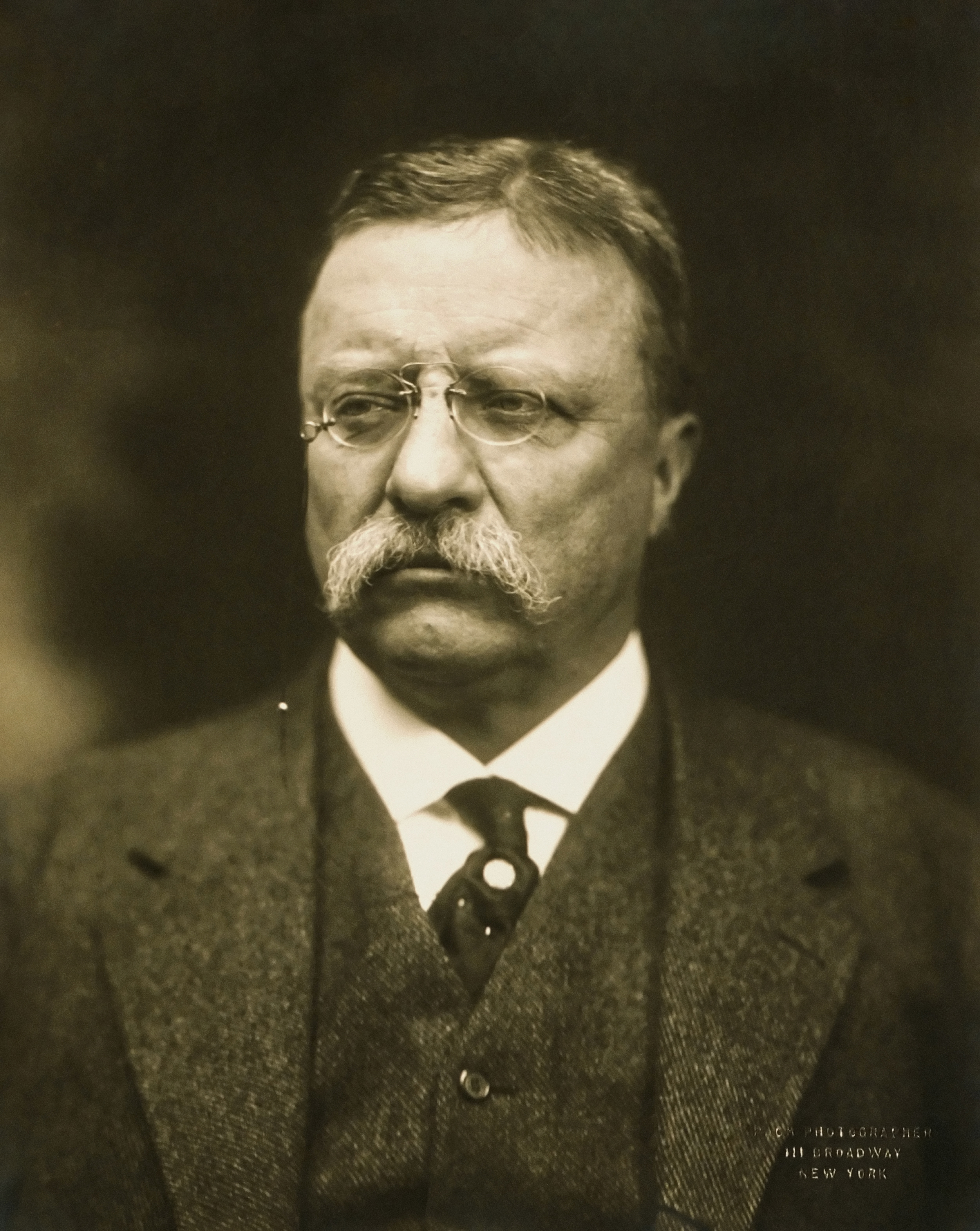
Theodore Roosevelt mentre indossa un paio di pince-nez con ponte a C

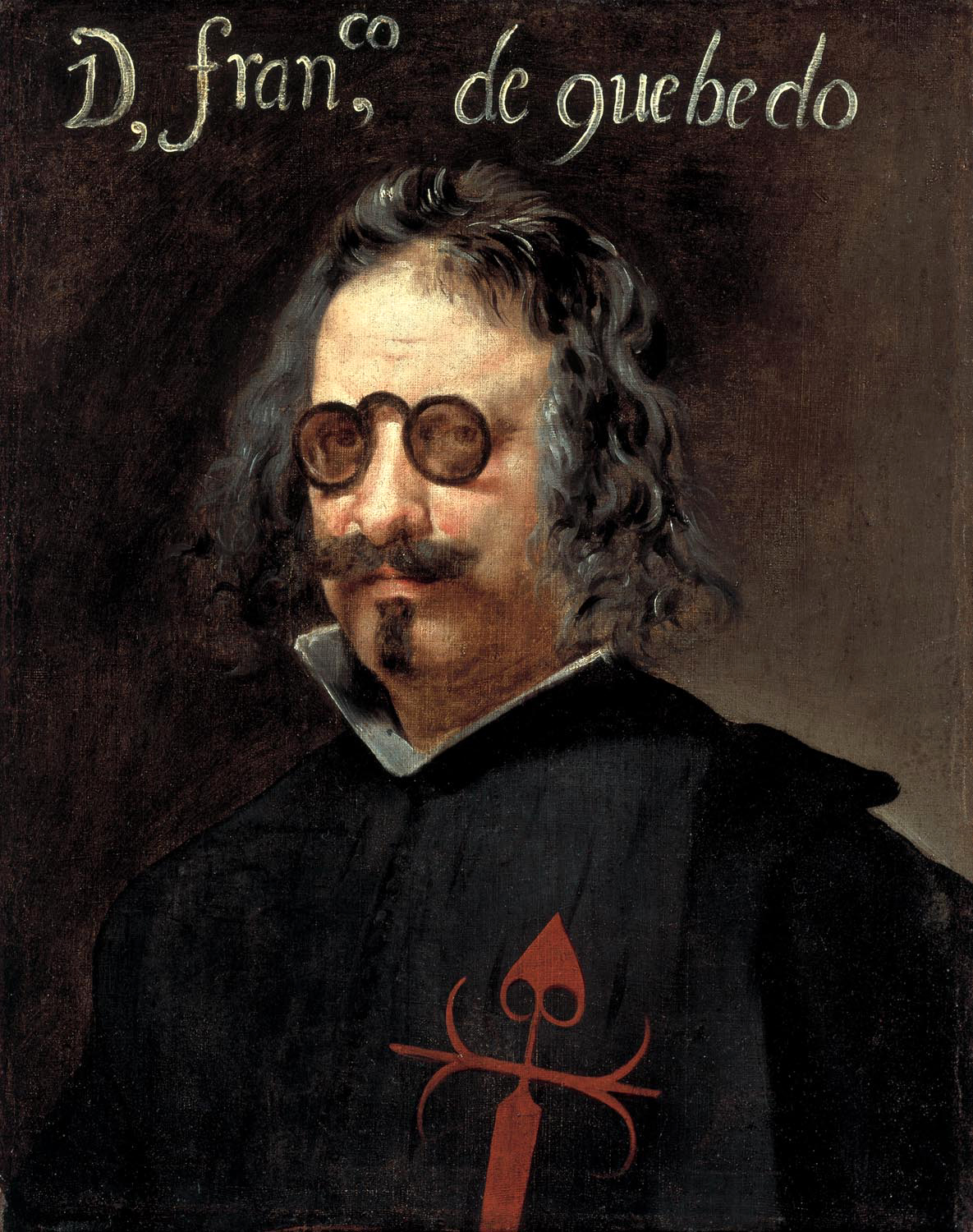
Lo scrittore spagnolo Francisco de Quevedo (1580–1645), con un paio di antichi esemplari di pince-nez

Gli occhiali a stringinaso (per ellissi anche chiamati semplicemente stringinaso), anche chiamati occhiali a pince-nez (per ellissi anche chiamati semplicemente pince-nez), sono un tipo di occhiali binoculari, particolarmente popolari nel XIX secolo, sostenuti senza l'uso di bacchette, ma semplicemente tramite una piccola pinza al ponte da naso. 
Anche se i pince-nez vennero introdotti in Europa dal XV al XVIII secolo, gli esemplari moderni come noi li conosciamo cominciarono ad apparire negli anni quaranta dell'Ottocento e raggiunsero il picco della loro popolarità tra il 1880 ed il 1890.

## Tipi
Ponte spessonote in inglese anche col nome di fingerpiece, questi occhiali hanno un ponte particolarmente solido che viene modellato all'atto di fabbricazione per meglio adattarsi al naso di chi lo porta. Le molle sono agganciate a dei sostegni realizzati in osso o guscio di tartaruga montati su metallo e chiamati plaquettes, che servono da pinza sul naso. Queste placchette potevano essere fisse o mobili come nei moderni occhiali per permettere al meglio di indossarli adattandosi alla conformazione del naso di chi li porta. Tali occhiali rimasero in uso dagli anni ottanta dell'Ottocento sino agli anni cinquanta del Novecento e sono stati probabilmente la varietà più comune di pince-nez. La loro popolarità era dovuta in particolare al fatto che essi potevano essere messi e rimossi molto facilmente con l'uso di due sole dita, consentendo quindi di continuare a lavorare o ad impugnare oggetti con l'altra mano.
Ponte a Ccome il nome suggerisce, queste pince-nez disponevano di un ponte superiore a forma di C composto da un pezzo di metallo flessibile che forniva la tensione necessaria agli occhiali per rimanere sul naso. Questa è la varietà più antica di pince-nez, diffusa dagli anni venti dell'Ottocento sino agli anni quaranta del Novecento. Nel XIX secolo (come nel caso degli esemplari del periodo della Guerra civile americana) vennero realizzati con la tecnica della guttaperca. Il ponte poteva avere intarsi, decorazioni o addirittura essere placcati in oro o argento. Il difetto di questi occhiali era che la rigidità e le continue flessioni effettuate dal ponte superiore potevano portare alla rottura dell'oggetto.
Ponte a mollanote anche come Astig, questa varietà di pince-nez consisteva in una barra scorrevole che connetteva le due lenti, che potevano essere separate con un leggero tocco. Questa varietà rimase in uso dagli anni novanta dell'Ottocento sino agli anni trenta del Novecento.

## Altri tipi
In questa categoria si includono occhiali non direttamente ascrivibili ai pince-nez, classici, ma ad essi assimilabili per forma e funzione.
Lenti Oxford (o Oxfords semplicemente)la distinzione tra questi occhiali ed i classici pince-nez non è sempre definita. Lo stile si sviluppò nel corso del XIX secolo quando un professore dell'Università di Oxford accidentalmente ruppe un paio di lorgnette di sua proprietà. Egli cercò subito di fissare al meglio le due parti spezzate e si accorse di poter creare una tensione centrale sul naso necessaria a trattenere gli stessi occhiali in quella posizione. Indubbiamente gli Oxfords discendono dalle lorgnette, e lo dimostra il fatto che oltre ai naselli presentano spesso anche un piccolo manico laterale, più ristretto delle lorgnette, ma sempre presente. Le Oxfords sono in effetti molto più simili al modello di pince-nez con ponte a C. Le Oxfords rimasero popolari sino agli anni trenta.
Lenti da nasodefinite da Umberto Eco nel suo Il nome della rosa col frasario latino: oculi de vitro cum capsula, esse si svilupparono in realtà nel XV secolo e furono tra i primi esempi di aiuti ai difetti di vista ed ancora esse potevano essere viste in uso nel XVIII secolo. Esse consistevano semplicemente in una montatura di legno o di metallo che non poteva essere flessa o aggiustata al naso, all'interno della quale si trovavano le lenti. Esse erano disegnate specificatamente per la visione a brevi distanze.

## Modo di indossare ipince-nez
I pince-nez erano indossati sia dagli uomini che dalle donne. Dal momento che potevano essere poco confortevoli da portare per periodi prolungati (in particolare se si sceglieva il ponte sbagliato), ma anche perché indossare occhiali era una moda del tempo, i pince-nez erano spesso appesi ad un nastro o ad una catena chiusi attorno al collo, appuntati alla giacca o agganciati a speciali sostegni da orecchio o da capelli. Le donne spesso avevano delle spille che servivano da supporti per queste lenti.

## Uso nei primi combattimenti aerei
Durante la prima fase dell'uso degli aerei in guerra nel corso della prima guerra mondiale, un piccolo numero di piloti tedeschi noti col nome di Luftstreitkräfte indossava dei pince-nez che altri non erano che delle lenti correttive per migliorare la loro mira.

## Nella cultura di massa
Un pince-nez è l'elemento centrale del racconto della serie di Sherlock Holmes dal titolo L'avventura del pince-nez d'oro. Un altro mistero, raccontato in Whose Body? di Dorothy L. Sayers, vede la vittima ritrovata morta nella vasca da bagno con indosso solo un paio di pince-nez.
Numerosi sono i personaggi letterari o cinematografici raffigurati con pince-nez. Tra questi si ricordano Hercule Poirot nella serie televisiva Agatha Christie's Poirot; Morpheus nella trilogia di Matrix indossa dei pince-nez scuri; Il personaggio Disney di Zio Paperone; il professor Frost nel racconto di C. S. Lewis dal titolo That Hideous Strength; Koroviev/Fagott, membro dell'entourage di Satana nel romanzo di Michail Afanas'evič Bulgakov, Il maestro e Margherita; Roger Swindon in Under Wildwood, il secondo racconto della trilogia "Wildwood" di Colin Meloy; Quillam Mye in Fly By Night di Francis Hardinge.